# Barbara Weiler
Barbara Weiler (ur. 17 września 1946 w Düsseldorfie) – niemiecka polityk, posłanka do Bundestagu, deputowana do Parlamentu Europejskiego IV, V, VI i VII kadencji.

## Życiorys
W 1963 zdała egzamin maturalny, wyjechała następnie na szkolenia językowe do Wielkiej Brytanii. Od 1965 do 1985 pracowała na różnych stanowiskach w zakładach przemysłowych. Zaangażowała się też w działalność Socjaldemokratycznej Partii Niemiec, w połowie lat 80. weszła w skład władz partyjnych w powiecie Fulda. W latach 1975–1985 zasiadała w radzie miasta Willich, w okresie 1987–1994 reprezentowała socjaldemokratów w Bundestagu.
W 1994 z listy SPD uzyskała mandat posłanki do Parlamentu Europejskiego. W wyborach w 1999, 2004 i 2009 z powodzeniem ubiegała się o reelekcję. W VII kadencji przystąpiła do grupy Postępowego Sojuszu Socjalistów i Demokratów, został też członkinią Komisji Rynku Wewnętrznego i Ochrony Konsumentów.